# Kouty (okres Nymburk)
Kouty jsou obec v okrese Nymburk ve Středočeském kraji. Leží asi osm kilometrů východně od Nymburka a šest kilometrů severně od města Poděbrady. Žije v nich 334 obyvatel. Na pozemkové parcele č. 21/1 katastrálního území Kouty u Poděbrad je zdroj stolní přírodní minerální vody.

## Historie

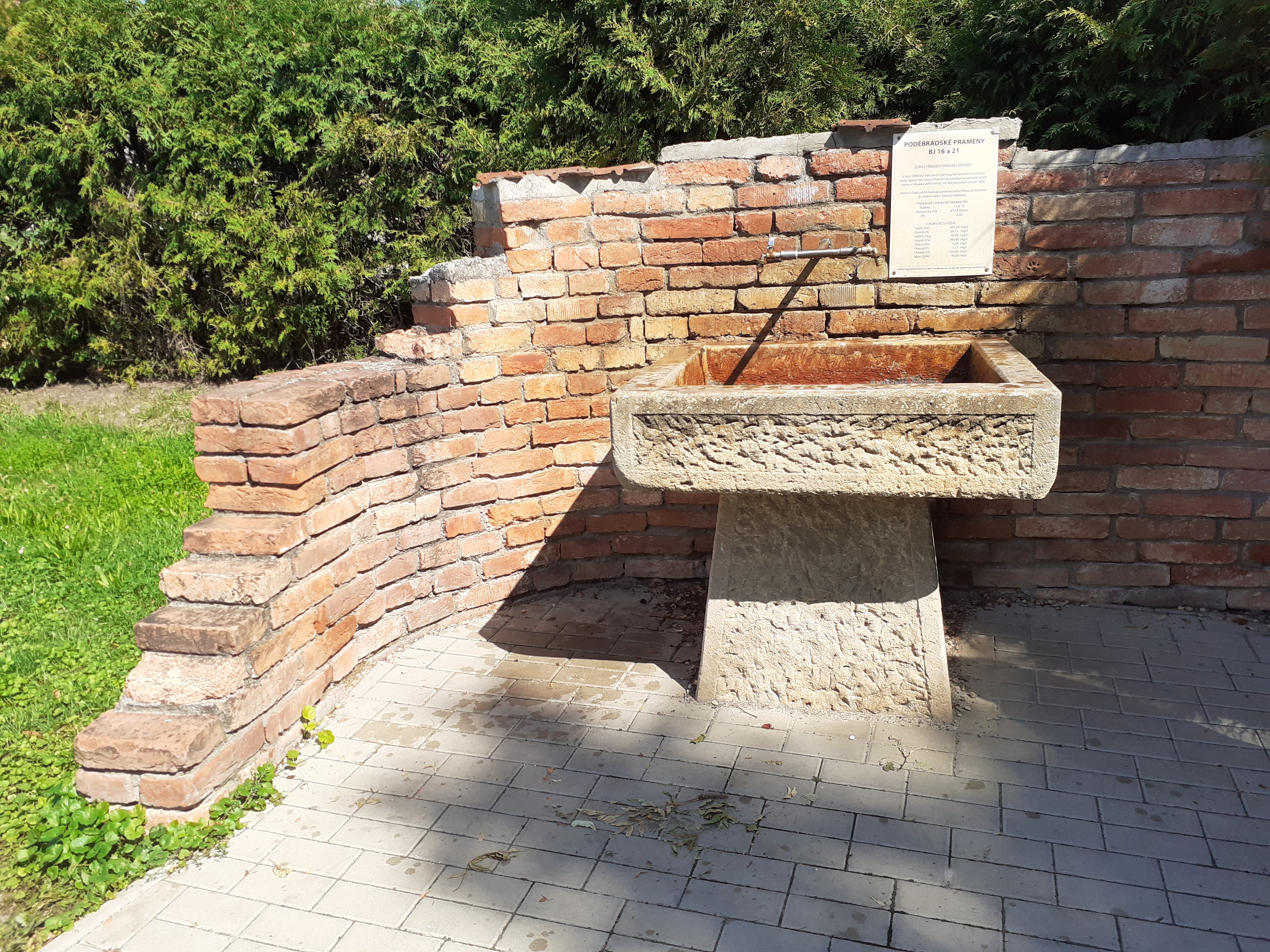
Pramen minerální vody, která má blízko k Poděbradce z nedalekých Poděbrad.

První písemná zmínka o obci pochází z roku 1345.
V obci Kouty (463 obyvatel) byly v roce 1932 evidovány tyto živnosti a obchody: cihelna, obchod s drůbeží, 2 hostince, kolář, kovář, 2 obuvníci, pekař, 28 rolníků, 2 obchody se smíšeným zbožím, trafika.

## Obyvatelstvo
| Rok            | 1869 | 1880 | 1890 | 1900 | 1910 | 1921 | 1930 | 1950 | 1961 | 1970 | 1980 | 1991 | 2001 | 2011 | 2021 |
| -------------- | ---- | ---- | ---- | ---- | ---- | ---- | ---- | ---- | ---- | ---- | ---- | ---- | ---- | ---- | ---- |
| Počet obyvatel | 315  | 357  | 436  | 469  | 449  | 433  | 482  | 394  | 376  | 314  | 303  | 270  | 235  | 286  | 336  |
| Počet domů     | 43   | 56   | 61   | 66   | 74   | 82   | 108  | 119  | 109  | 103  | 94   | 113  | 119  | 130  | 135  |

## Obecní správa

### Územněsprávní začlenění
Dějiny územněsprávního začleňování zahrnují období od roku 1850 do současnosti. V chronologickém přehledu je uvedena územně administrativní příslušnost obce v roce, kdy ke změně došlo:
- 1850 země česká, kraj Jičín, politický i soudní okres Poděbrady[8]
- 1855 země česká, kraj Čáslav, soudní okres Poděbrady
- 1868 země česká, politický i soudní okres Poděbrady
- 1939 země česká, Oberlandrat Kolín, politický i soudní okres Poděbrady[9]
- 1942 země česká, Oberlandrat Hradec Králové, politický okres Nymburk, soudní okres Poděbrady[10]
- 1945 země česká, správní i soudní okres Poděbrady[11]
- 1949 Pražský kraj, okres Poděbrady[12]
- 1960 Středočeský kraj, okres Nymburk
- k 1. lednu 1980 Středočeský kraj, okres Nymburk, obec Úmyslovice[13]
- k 24. listopadu 1990 Středočeský kraj, okres Nymburk[13]
- 2003 Středočeský kraj, okres Nymburk, obec s rozšířenou působností Poděbrady

### Obecní symboly
Znak a vlajka byly obci uděleny rozhodnutím předsedy Poslanecké sněmovny Parlamentu České republiky dne 21. června 2018.

## Doprava
Dopravní síť
- Pozemní komunikace – Obcí prochází silnice II/329 Poděbrady – Netřebice – Křinec.

- Železnice – Železniční trať ani stanice na území obce nejsou.

Veřejná doprava 2011
- Autobusová doprava – V obci zastavovaly autobusové linky Městec Králové-Nymburk (v pracovní dny 4 spoje) a Poděbrady-Úmyslovice-Chotěšice (v pracovní dny 5 spojů) (dopravce Okresní autobusová doprava Kolín). O víkendu byla obec bez dopravní obsluhy.

Veřejná doprava 2022
- Autobusová doprava – V obci zastavovala linka PID číslo 540 Poděbrady - Úmyslovice - Dymokury - Záhornice (v pracovní dny 12 spojů v každém směru) (dopravce Okresní autobusová doprava Kolín). O víkendu byla obec bez dopravní obsluhy.[15]

Veřejná doprava 2023
- Autobusová doprava – V obci zastavovala linka PID číslo 540 Poděbrady - Úmyslovice - Dymokury - Záhornice (v pracovní dny 12 spojů v každém směru) (dopravce Okresní autobusová doprava Kolín). O víkendu byla obec bez dopravní obsluhy.[16]

## Pamětihodnosti
- Usedlost čp. 8
- Usedlost čp. 15